# Попов, Иван Семёнович
Иван Семёнович Попов (1888—1964) — советский зоотехник, исследователь кормовых ресурсов СССР, питательности кормовых продуктов и вопросов кормления сельскохозяйственных животных. Доктор сельскохозяйственных наук, профессор Московской сельскохозяйственной академии имени К. А. Тимирязева, академик ВАСХНИЛ. Организатор первой в СССР кафедры кормления.

## Биография
Родился 10 (22) ноября 1888 года в селе Середа (по другим данным — в деревне Васильевское) Волоколамского уезда Московской губернии (ныне Московская область).
В 1913 году окончил Московский сельскохозяйственный институт (ныне Московская сельскохозяйственная академия имени К. А. Тимирязева). В 1914—1919 годах работал в нём ассистентом. Затем работал в Саратовском университете (1919—1921), Московском высшем зоотехническом институте (1921—1929), во Всесоюзном научно-исследовательском институте животноводства (1930—1933) и других научных учреждениях. Ученик профессора Е. А. Богданова.
По его инициативе в 1921 году в Московском высшем зоотехническом институте организована первая в СССР кафедра кормления. С 1927 года — профессор этой кафедры. В 1931—1932 годах — заведующий биохимической лабораторией ВНИИ животноводства, с 1932 по 1964 год — заведующий кафедрой кормления сельскохозяйственных животных Московской сельскохозяйственной академии имени К. А. Тимирязева. С 1934 года — доктор сельскохозяйственных наук.
Первоначально его область научных интересов включала кельнеровскую систему оценки питательности кормов. Затем он организовал работу по оценке питательности советских кормов, увенчавшуюся изданием книги «Корма СССР, состав и питательность» в 1933 году. В дальнейшем изучал вопросы кормления и раздаивания высокопродуктивных коров, решал проблемы с кормовым протеином, аминокислотным питанием животных и химизацией кормопроизводства и животноводства СССР.
С 1937 года — профессор Московской сельскохозяйственной академии имени К. А. Тимирязева. С 1956 года — академик Всесоюзной академии сельскохозяйственных наук имени Ленина (ВАСХНИЛ).
Основатель направления в учении о кормлении сельскохозяйственных животных, которое базируется на комплексном исследовании биохимических и физиологических процессов обмена как необходимой предпосылки полноценного кормления и высокопродуктивности животных. Академик И. С. Попов — автор теории и практики кормления высокопродуктивных коров. Разработанные им таблицы питательности кормов положены в основу кормовых рационов для всех видов скота в СССР. Разработал и предложил ряд мероприятий по минеральному и белковому питанию животных, в частности по применению карбамида и других химических добавок.
Внёс большой вклад в систему подготовки зоотехников в высшей школе и научных работников СССР. Лично подготовил 10 докторов и 46 кандидатов наук. Среди его учеников многие стали известными учёными: академики А. П. Калашников и З. Поппе (Германия), член-корреспондент ВАСХНИЛ М. Ф. Томме, профессора Е. А. Соколов, В. П. Добрынин, А. К. Данилова, П. Я. Аранди, В. К. Дыман, В. Н. Баканов и другие. Его учебное пособие для практических занятий и учебник по кормлению сельскохозяйственных животных служили основным руководством в подготовке кадров в течение более 30 лет и переведено на многие языки мира.
Умер 1 февраля 1964 года. Похоронен в Москве на Новодевичьем кладбище (2 участок 35 ряд).

## Труды
Основные труды И. С. Попова посвящены изучению кормовых ресурсов СССР, оценке питательности кормовых продуктов и вопросам кормления сельскохозяйственных животных: обоснование норм кормления, химизация кормления сельскохозяйственных животных, белковое кормление. Также в ряде работ рассмотрены вопросы молочного и мясного скотоводства, племенного дела, происхождения домашних животных, методика зоотехнических исследований и другое.
Опубликовал более 60 научных трудов, в том числе свыше 10 книг и брошюр. Ряд трудов опубликован за рубежом.
- Корма СССР: Состав и питательность / ВИЖ. Лаборатория кормления. — 2-е изд., перераб. — М.: Сельхозгиз, 1935. — 93 с.
- Кормление сельскохозяйственных животных: Для зоотехн. ин-тов и фак. — 9-е изд., перераб. — М.: Сельхозгиз, 1957. — 472 с. — (Учебные пособия для вузов).
- Кормовые нормы и кормовые таблицы, 14 изд., М., 1957
- Аминокислотный состав кормов. — 2-е изд, доп. В. Н. Бакановым. — М.: Россельхозиздат, 1965. — 47 с.
- Избранные труды. — М.: Колос, 1966. — 808 с.
- Протеиновое питание животных / Соавт.: А. П. Дмитроченко, В. М. Крылов. — М.: Колос, 1975. — 368 с.

## Награды и звания
Советские государственные награды и премии:
- орден Трудового Красного Знамени (1946)
- орден «Знак Почёта» (06.12.1940) — «в ознаменование 75-летнего юбилея Московской ордена Ленина Сельскохозяйственной Академии имени К. А. Тимирязева, за выдающиеся заслуги в деле развития сельскохозяйственных наук и подготовки высококвалифицированных специалистов сельского хозяйства»
- Ленинская премия (1959, за научный труд «Кормление сельскохозяйственных животных», 1955, 9-е издание)
- две малые золотые медали ВСХВ (1956)
- медаль

Профессор (1927), доктор сельскохозяйственных наук (1943), академик ВАСХНИЛ (1956).

## Память
В Москве на учебном корпусе Московской сельскохозяйственной академии имени К. А. Тимирязева (Тимирязевская улица, дом № 54), где И. С. Попов учился и работал в 1909—1964 годах, установлена мемориальная доска.